# Evangelische Kirche (Züttlingen)

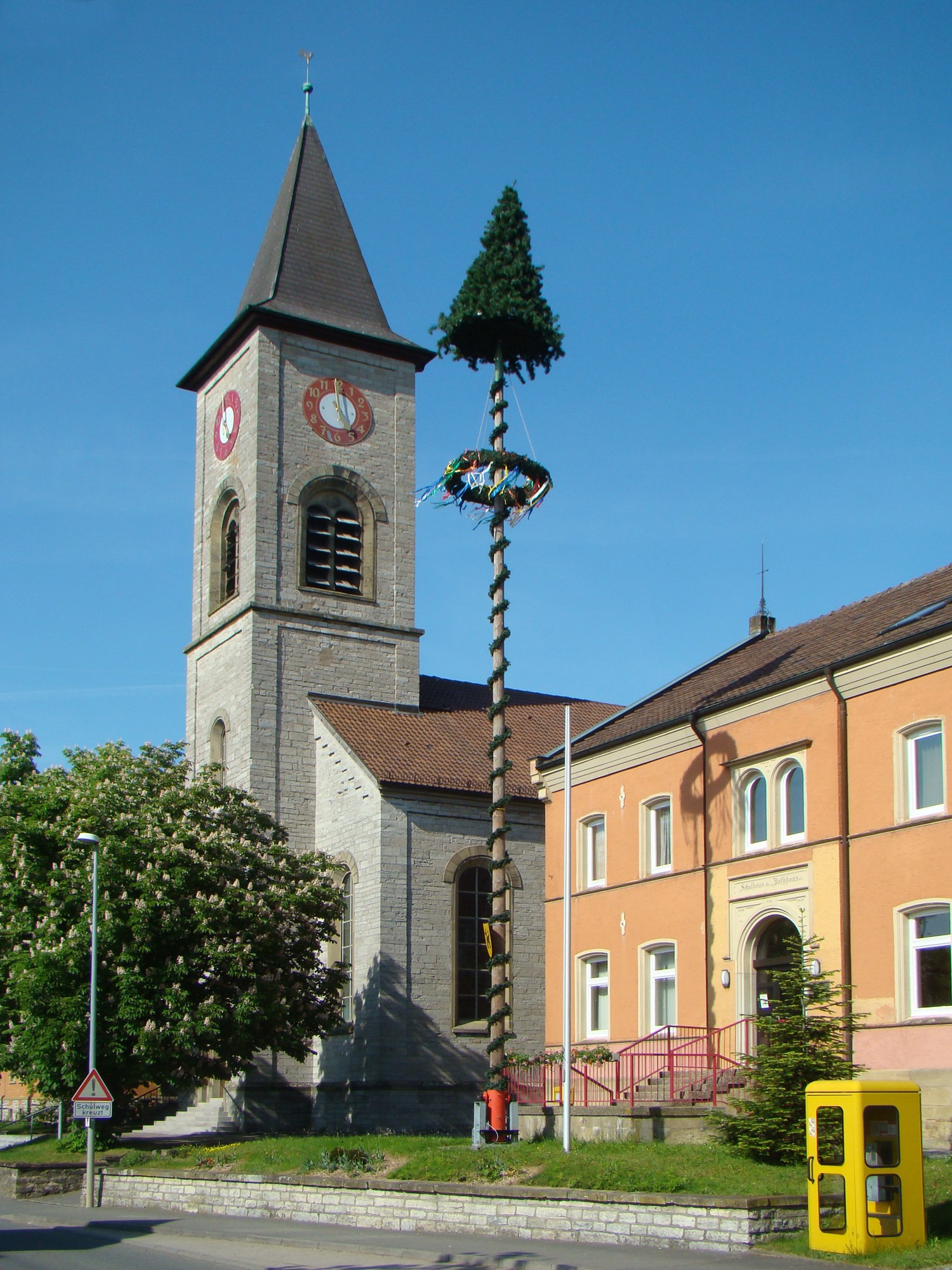
Evangelische Kirche und Rathaus in Züttlingen

Die Evangelische Kirche Züttlingen ist die evangelische Pfarrkirche von Züttlingen, einem Stadtteil von Möckmühl im Landkreis Heilbronn im nördlichen Baden-Württemberg.

## Geschichte
Züttlingen, wo Kirche und Pfarrei seit 1325 nachgewiesen sind, wurde seit dem 16. Jahrhundert kirchlich vom benachbarten Assumstadt aus versorgt. Nachdem die Kirche in Assumstadt 1795 wegen Baufälligkeit abgerissen worden war, fanden die Gottesdienste wieder in der alten Züttlinger Kirche auf dem Friedhof des Ortes statt, bis auch diese wegen Baufälligkeit 1844 größtenteils abgerissen wurde. Der erhalten gebliebene Chor der alten Kirche wurde später zur Grabkapelle der Freiherren von Ellrichshausen umgebaut.
Die kirchliche Situation in Züttlingen war wegen der baufälligen und schließlich im späten 18. und frühen 19. Jahrhundert abgerissenen alten Kirchen lange unbefriedigend. Zwar hatte es bereits im 18. Jahrhundert einen Aufruf der Ritterschaft zur Kollekte für einen Kirchenneubau gegeben, doch hatten andere Bauvorhaben wie das 1766 erbaute Pfarrhaus und das 1769 erbaute Schloss Assumstadt Vorrang. Für den Neubau der evangelischen Kirche in der Mitte des 19. Jahrhunderts waren dann auch lange Verhandlungen nötig, bis dessen Finanzierung gesichert war. Die Freiherren von Ellrichshausen gaben 1500 Gulden, Generalmajor Franz Karl von Troyff auf Schloss Domeneck gab 500 Gulden, von der Zuckerfabrik in Züttlingen kamen 200 Gulden und Württemberg leistete einen Staatsbeitrag von 1000 Gulden.
Nach Plänen von Louis de Millas wurde schließlich 1856/57 östlich oberhalb des alten Ortskerns die heutige evangelische Kirche im neoromanischen Rundbogenstil von Handwerkern aus den umliegenden Orten errichtet. Die Baukosten betrugen 27.340 Gulden, die Weihe der Kirche erfolgte am 15. November 1857. De Millas sagte dem Bauwerk eine Lebenszeit von 450 Jahren zu.
Beim Bau der Kirche ereignete sich ein tragisches Unglück, als sich ein junger Maurer am 6. November 1856 beim Sturz von einem Baugerüst tödliche Gehirnverletzungen zuzog.
Anlässlich des 100. Geburtstags der Kirche, der am 29. Juni 1958 feierlich begangen wurde, wurde die Kirche renoviert und erhielt sie neue Glasfenster. 1969/72 und 1992 schlossen sich neuerliche Renovierungen an.

## Beschreibung
Der Hauptzugang der Kirche erfolgt durch den Sockel des eingezogenen Turms im Westen. Das Langhaus mit jeweils fünf Fensterachsen zu beiden Seiten erstreckt sich nach Osten und wird an der östlichen Giebelseite durch einen Triumphbogen abgeschlossen, der sich zum um drei Stufen erhöhten polygonalen Chor öffnet.
Das ursprüngliche Geläut im Turm der Kirche bestand aus drei Glocken. Eine der alten Glocken der Kirchen in Assumstadt und Züttlingen wurde noch original verwendet, die beiden anderen Glocken wurden in der Glockengießerei Bachert in Kochendorf (Bad Friedrichshall) aus dem alten Glockenmaterial umgegossen.